# Prionanthium
Prionanthium es un género de plantas herbáceas perteneciente a la familia de las poáceas. Es originario de Sudáfrica.

## Etimología
El nombre del género deriva del griego prion (ver) y anthos (flor), refiriéndose a las quillas serradas de las lemas  formada por las glándulas.

## Citología
El número cromosómico básico del género es x = 7, con números cromosómicos somáticos de 2n = 14 diploide.

## Especiesseleccionadas
- Prionanthium dentatum
- Prionanthium ecklonii
- Prionanthium pholiuroides
- Prionanthium rigidum